# Quillajaceae
Quillajaceae је породица дикотиледоних скривеносеменица из реда Fabales. Обухвата 1 род (Quillaja) са 2-3 врсте ниских дрвенастих биљака. Услед сличности биљака овог рода са биљкама рода Kageneckia, као и због структуре цветова, дуго је систематски положај рода Quillaja био унутар породице ружа (Rosaceae). У најсавременијим системима класификације (APG, APG II) породица се сврстава у ред Fabales, заједно са лептирњачама.